# Havnbjerg Mølle
Havnbjerg Mølle er en stråtækt ottekantet jordstående hollandsk vindmølle opført 1835 i Havnbjerg på Als. Møllen krøjer med vindrose og har selvregulerende vinger. Vindmøllen er beliggende på en 49 meter høj bakketop – den højeste på Nordals – hvor den er nabo til Havnbjerg Kirke. På stedet har der tidligere stået en stubmølle, som arbejdede, indtil en stærk storm i 1776 ødelagde vinger og aksel. Den blev i første omgang genopbygget, men blev i 1835 udskiftet med den nuværende mølle.
Vindmøllen og det tilhørende pakhus blev fredet i 1964.
Møllen er blevet gennemgribende restaureret for midler fra Fabrikant Mads Clausens Fond. Møllen er funktionsdygtig og kører jævnligt. Der er åbent onsdage 9-15, og der er gratis adgang til møllen.